# Manuale d'amore 3
Manuale d'amore 3 è un film del 2011 diretto da Giovanni Veronesi. È l'ideale seguito di Manuale d'amore (2005) e Manuale d'amore 2 - Capitoli successivi (2007)
A differenza dei due film precedenti, ambedue composti da quattro episodi, Manuale d'amore 3 è costituito da tre suddivisioni narrative: Giovinezza con Riccardo Scamarcio, Laura Chiatti e Valeria Solarino, Maturità con Carlo Verdone e Donatella Finocchiaro ed Oltre la maturità, con Monica Bellucci, Robert De Niro e Michele Placido.
I 3 episodi sono legati l'uno all'altro dal filo conduttore di un tassista, Cupido, interpretato da Emanuele Propizio.

## Trama

### Giovinezza
Roberto e Sara sono due fidanzati prossimi al matrimonio, fino a quando lui non incontra la bella Micol, con la quale prova delle emozioni fino ad allora mai avute, per una concezione diversa del turbine amoroso.

### Maturità
Fabio, sposato da 25 anni e da sempre fedele alla moglie Adriana, ha un abbaglio per una donna, Eliana, che potrebbe essere la prima scappatella dopo anni di matrimonio. La donna si rivela però essere un incontro molto più accattivante, lontano da quello pensato. Motivo per cui dovrà liberarsene.

### Oltre
Adrian, un ex professore universitario americano residente a Roma dalla morte della moglie, e Viola, figlia di Augusto, il portiere del palazzo dove abita Adrian. I due hanno un intenso rapporto, che porta l'uomo a rivivere sensazioni da tempo sepolte e altre nuove.

## Produzione
Reduce dal successo al botteghino di Manuale d'amore 2, Veronesi annunciò nel 2007 che prima di realizzarne un seguito si sarebbe preso una pausa dalla serie, dedicandosi ad almeno due film (Italians, Genitori & figli - Agitare bene prima dell'uso), aggiungendo inoltre che Riccardo Scamarcio non avrebbe preso parte perché ormai «una figurina», in senso umoristico.
A fine maggio 2010 Veronesi annunciò d'essere al lavoro sulla sceneggiatura, dicendosi speranzoso di avere Margherita Buy a suo dire «la più grande attrice italiana di oggi», nel cast.
Sebbene si fosse parlato della divisione del film in quattro episodi, come accaduto per i precedenti film, e anche del suo potenziale aspetto in 3D, qualche tempo dopo fu annunciato che i capitoli sarebbero stati 3, smentendo anche l'uso del tridimensionale.
Il 1º settembre, durante una conferenza stampa al festival di Venezia, il produttore del film Aurelio De Laurentiis annunciò l'entrata nel cast di Robert De Niro, il quale avrebbe recitato in lingua italiana e contribuito a promuovere il titolo all'estero, e Monica Bellucci.

### Riprese
Le riprese sono iniziate a Roma il 24 settembre.
A metà ottobre il cast si è spostato a Castiglione della Pescaia per girare interamente Giovinezza e parte di Oltre, fino al 9 novembre. Con l'incombenza delle riprese, il 2 ottobre presso la sala consiliare di Castiglione, come richiesto dai produttori, fu aperta la selezione delle comparse da inserire nel film, cui parteciparono oltre duecento persone.
La prima scena, girata il 18, coinvolgeva Scamarcio, la Chiatti e Solarino. Il 20 la troupe si è spostata a Grosseto per girare la scena finale con la Bellucci e de Niro, all'interno di Villa Pizzetti, salvo poi tornare a concentrarsi sulle riprese di Castiglione. Alcune location sono state il porto, il castello e la Casa Rossa. Dopo aver terminato il proprio ciclo di riprese, la Bellucci e de Niro sono rimasti ospiti di Veronesi nella sua residenza a Roccamare, poco distante da Castiglione della Pescaia.
(Monica Faenzi, sindaco di Castiglione della Pescaia sul film.)

## Tematiche
Manuale d'amore 3 si incentra principalmente sull'amore e su come la sua concezione possa variare da età a età. Per ciò, il film si compone di tre macrostorie che spaziano dall'amore giovanile, a quello più maturo, fino a quello romantico, senza età, che appunto definisce il titolo del proprio episodio, Oltre.

## Promozione
Il primo trailer, accompagnato dal brano Altrove di Morgan sullo sfondo, è stato pubblicato sul sito web del Corriere della Sera il 4 gennaio 2011. L'11 gennaio 2011 è apparso su YouTube il teaser trailer in lingua inglese del film, dal titolo The Ages of Love.

## Distribuzione
Ancora in fase di piena lavorazione, il 19 ottobre 2010, il film è stato presentato in conferenza stampa presso l'hotel De Russie di Roma con la partecipazione del cast, regista e produttori. Al tempo, infatti, De Niro aveva terminato di girare le scene cui prestava il volto, per poi tornare negli Stati Uniti.
Manuale d'amore 3 è uscito nel circuito cinematografico italiano dal 25 febbraio 2011, su distribuzione Filmauro. Il giorno dell'uscita del film, a Castiglione della Pescaia, è stato allestito un maxischermo per una proiezione speciale agli abitanti del paese.

## Distribuzione internazionale
Robert De Niro, ha contribuito a promuovere il titolo all'estero.
Le date d'uscita internazionali sono: 
- Italia: 25 febbraio 2011
- Svizzera: 25 febbraio 2011 (Canton Ticino)
- Russia: 9 giugno 2011, come Любовь. Инструкция по применению (Istruzioni dell'amore)
- Kazakistan: 9 giugno 2011
- Francia: 15 giugno 2011, come L'Amour a ses raisons (L'amore ha le sue ragioni)
- Grecia: 28 luglio 2011, come Οι Εποχές Του Έρωτα (L'età dell'amore)
- Spagna: 19 agosto 2011, come Manuale d'amore 3: las edades del amor (Manuale d'amore 3: le età dell'amore)
- Turchia: 19 agosto 2011, come Her Yerde Aşk (In ogni luogo l'amore)
- Svezia: 23 novembre 2011, come Tre lektioner i kärlek
- Australia: 24 novembre 2011, come Ages of Love (Le età dell'amore)
- Giappone: 18 febbraio 2012
- Brasile: 27 aprile 2012, come As Idades do Amor (Le età dell'amore)
- Taiwan: 25 maggio 2012
- Paesi Bassi: 5 giugno 2012 (uscita DVD)
- Croazia: 28 giugno 2012, come Godine ljubavi
- Hong Kong: 30 agosto 2012
- Israele: 13 dicembre 2012, come Ha'madrih le'ahava
- Argentina: 7 marzo 2013

## Accoglienza

### Incassi
Il film ha incassato in totale 6.619.944 di euro.

## Riconoscimenti
Il film ha ricevuto due candidature ai Nastri d'argento: migliore attrice protagonista per Donatella Finocchiaro e migliore canzone originale per Follia d'amore di Raphael Gualazzi. Il film viene premiato durante la 7ª edizione del Festival de cinema italiano in Brasile.